# (7380) 1981 RF
(7380) 1981 RF là một tiểu hành tinh vành đai chính. Nó được phát hiện bởi Norman G. Thomas ở Anderson Mesa Đài thiên văn Lowell south thuộc Flagstaff, Arizona, ngày 3 tháng 9 năm 1981.